# Karl Gunnarsson
Sven Karl William Gunarsson, född 1 oktober 2005, är en svensk fotbollsspelare som spelar för Västerås SK.

## Karriär
Gunnarsson började spela fotboll i lilla klubben Förslövs IF. Som 13-åring gick han till Ängelholms FF där han gick hela vägen i genom juniorlagen innan genombrottet 2023 då han startade 25 av 30 matcher i Ettan Södra.
I januari 2023 skrev Gunnarsson A-lagskontrakt med Ängelholms FF. Efter säsongen 2023 provtränade 17-åringen med båda Superettan-klubbarna Helsingborgs IF och Landskrona BoIS men han nekade till buden.
I mars 2024 värvades Gunnarsson av Västerås SK, där han skrev på ett 3,5 årskontrakt, men han stannade i Ängelholm till sommaren då Gunnarsson komma att ta studenten.
Den 28 juli 2024 debuterade han i Allsvenskan i en 4-0 förlust mot BK Häcken, där han blev inbytt i den 86:e minuten mot Marcus Linday.

## Spelstil
Gunnarssons tydliga egenskaper är att han är en bra box-till-box spelare med stor löpkapacitet och är en smart spelare som arbetar väldigt hårt.